# Дейзи (видео)
«Дейзи» (Ромашка — англ. Daisy) — видеоролик с политической рекламой во время президентских выборов в США 1964 года, эксплуатирующий страх перед ядерной войной. Использовался командой Линдона Джонсона против его основного конкурента Барри Голдуотера.
В ходе предвыборной кампании правый республиканец Голдуотер высказывался в пользу применения ядерного оружия в различных конфликтных ситуациях, например, во время Вьетнамской войны. Он, в частности, рассматривал возможность использования ядерного оружия, чтобы выжечь часть джунглей во Вьетнаме и уничтожить инфраструктуру коммунистических партизан. Голдуотер также допускал шутки вроде: «Сбросить атомные бомбы на мужской туалет в Кремле». Эти высказывания стали объектом критики со стороны Джонсона, представлявшего своего оппонента как опасного политика, который приведёт страну к ядерной конфронтации с СССР.
Ролик создали режиссёр Сид Майерс, автор рекламных текстов Стэн Ли и консультант Тони Шварц, в нём снялась трёхлетняя Моника Корзилиус.

## Сюжет
По сюжету маленькая девочка стоит на лужайке и обрывает лепестки ромашки, слышно щебетание птиц. Она считает, сбиваясь и неправильно называя некоторые числа: «Один, два, три…». Когда она отрывает последний лепесток и досчитывает до десяти, зловещий мужской голос начинает обратный отсчёт: «Десять, девять, восемь…». Девочка испуганно поднимает голову, камера приближает её глаза, пока зрачки не заполняют весь экран. Мужской голос досчитывает до нуля, раздается звук взрыва и картинка сменяется поднимающимся огромным грибовидным облаком от ядерного взрыва. За кадром звучит решительный голос Джонсона: «На карту поставлено всё! Сделать мир, в котором смогут жить все дети божьи, или исчезнуть во тьме. Мы должны любить друг друга, или мы умрём!». Его сменяет голос диктора: «Голосуйте за президента Джонсона 3 ноября. Ставки слишком высоки, чтобы оставаться дома».

## Оценки
Ролик показали ночью 7 сентября 1964 года на канале NBC, его увидели 50 млн зрителей. Хотя имя Голдуотера ни разу не упоминалось, однако у зрителей сразу возникли ассоциации именно с ним. В прессе того времени широко обсуждали этот ролик, республиканцы считали его неэтичным. Из-за критики ролик сняли с эфира. Time называет его одним из самых эффективных политических рекламных роликов в истории.